# Union des Églises baptistes du Burundi
L’Union des Églises baptistes du Burundi  est une association chrétienne évangélique d'églises baptistes au Burundi.  Elle est affiliée à l’Alliance baptiste mondiale. Son siège est situé à Bujumbura.

## Histoire
L’Union a ses origines dans une mission de l’Union baptiste du Danemark en 1928. En 1962, elle est fondée sous le nom d'Églises baptistes au Burundi.
Selon un recensement de l’association, en 2023 elle disait avoir 230 églises et 52 000 membres.